# Huaca Bellavista
La Huaca Bellavista es una zona arqueológica ubicada en el distrito de Santa Anita, en la ciudad de Lima, capital del Perú. Está ubicado a la margen izquierda del río Rímac. La estructura tiene una altura de 12m. Posiblemente, la huaca correspondería a la cultura Ychsma, también habría sido ocupada por los incas. Los registros indican que en tiempos prehispánicos formó parte del curacazgo de Lati al igual que la zona Puruchuco-Huaquerones.
Durante las excavaciones se encontraron vestigios de entierros de la cultura ischma, aríbalos de la cultura inca y entierros de inmigrantes chinos. Entre los hallazgos ischma se encontraron cadáveres de niños y objetos funerarios que pertenecerían a la élite.
Desde 2015, el Ministerio de Cultura del Perú, en convenio con la Municipalidad de Santa Anita, inició  trabajos de investigación, conservación y puesta en valor del sitio, siendo dirigida la operación por Roxana Gómez.

## Galería

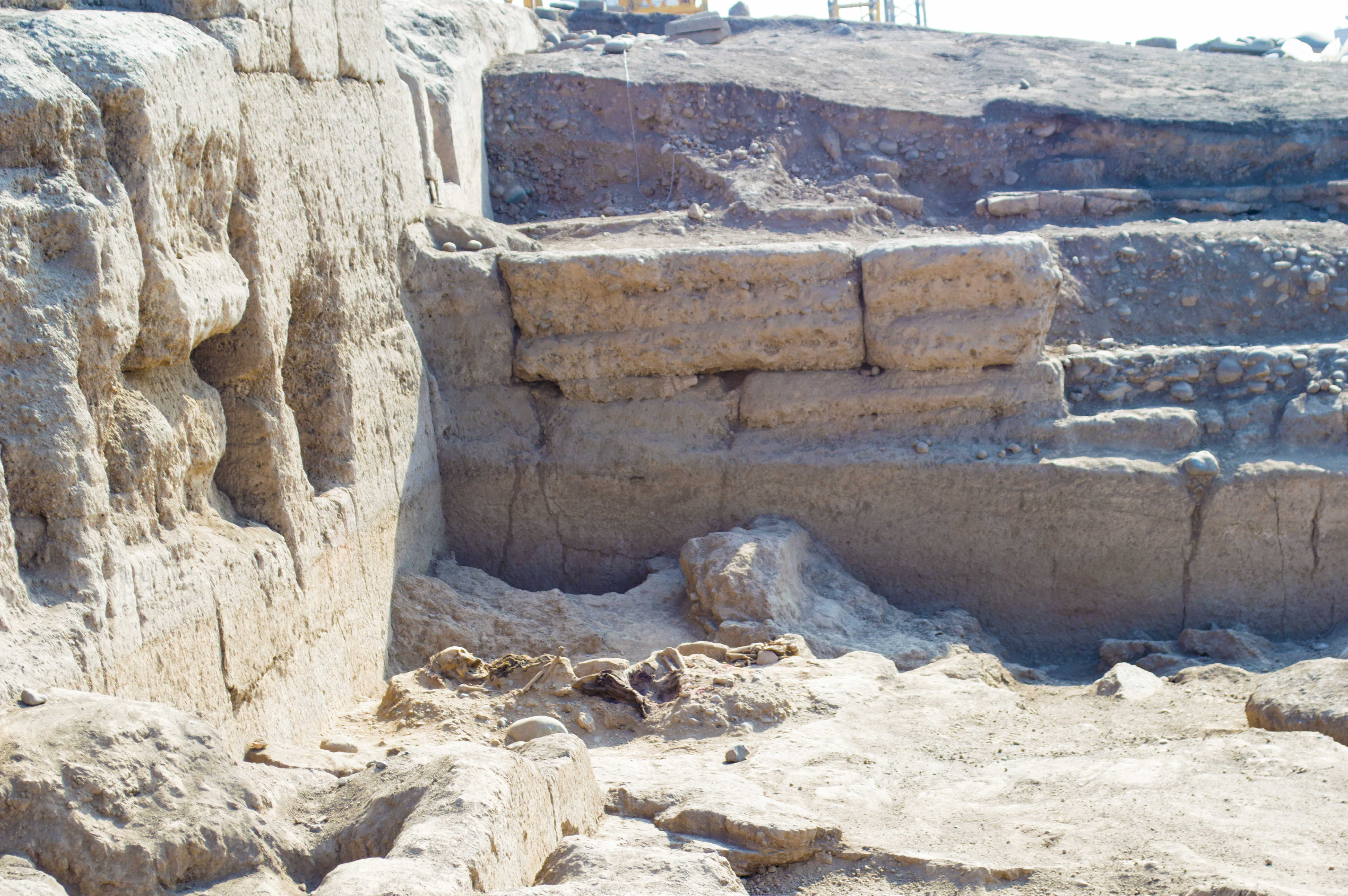
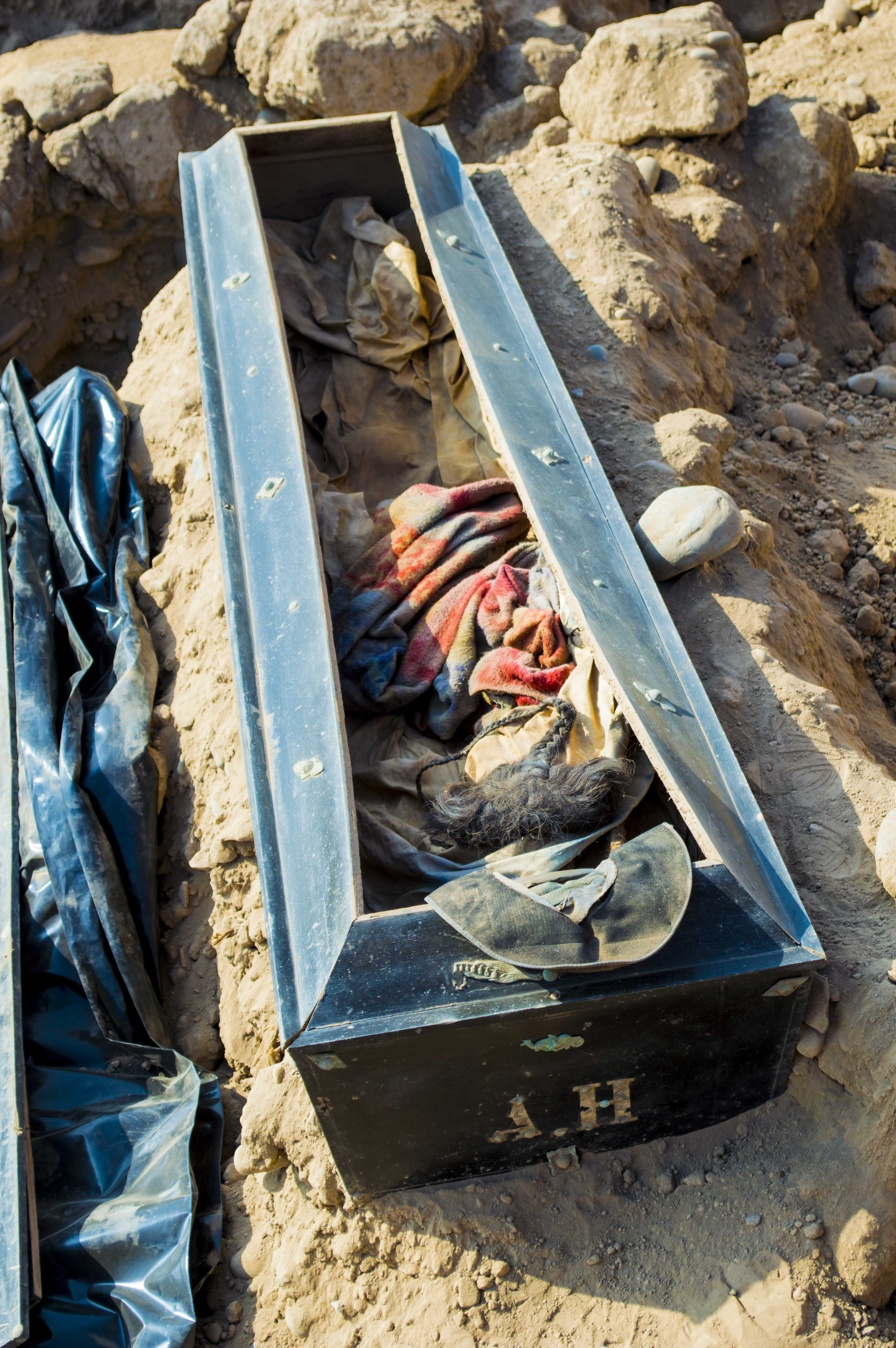
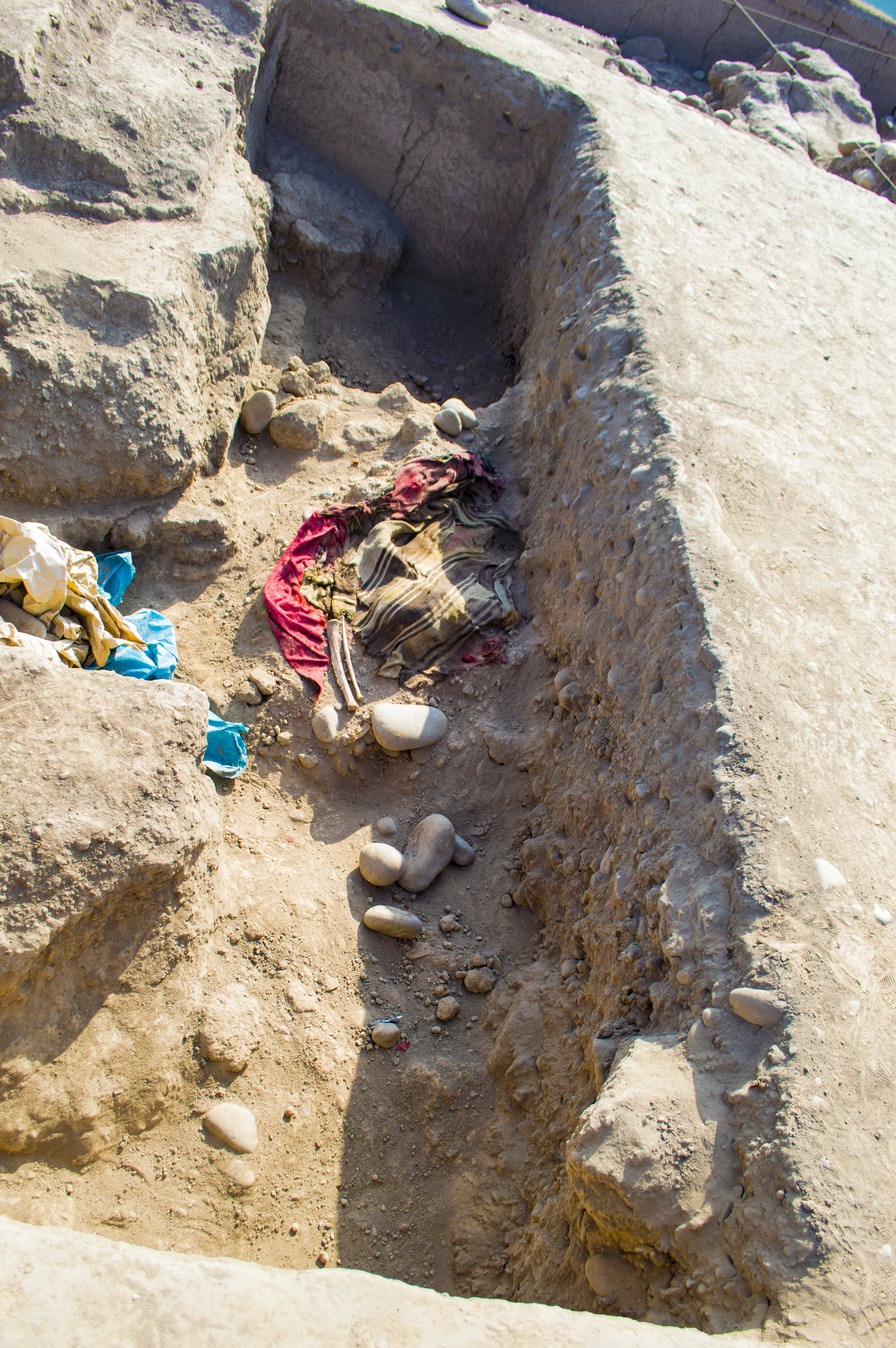